# Mercedes-Benz třídy M
Mercedes-Benz třídy ML je SUV, vyráběné německou automobilkou Mercedes-Benz od roku 1997.

## 1. generace (W163)
Mercedes-Benz ML první generace byl uveden na trh roku 1997. Byl k dispozici s permanentním pohonem všech kol 4Matic, který směroval točivý moment na všechna čtyři kola přes přední, střední a zadní diferenciály. Systém používal dvourychlostní dvouspojkovou převodovku BorgWarner 4409 s redukčním převodem a nový čtyřkolový elektronický trakční systém Mercedesu (4-ETS). 4-ETS simuloval tři uzávěrky diferenciálu na všech třech otevřených diferenciálech prostřednictvím agresivního brzdění jedním nebo více točících se kol.
Čtyřkolový elektronický trakční systém byl údajně vynikající ve sněhu a těžkém terénním použití.
Třída M, vyráběná ve Spojených státech ve městě Vance v Alabamě, byla na severoamerickém trhu uvedena nejprve jako ML 320. Model ML 320 byl prodáván mezinárodně, přičemž přípona „320“ znamená motor V6 o objemu 3,2 litru. Vstupní model, dodávaný pouze s manuální převodovkou, ML 230, který je vybaven 2,3litrovým řadovým čtyřválcem byl v Evropě k dispozici od spuštění prodeje v březnu 1998 až do roku 2000. Od uvedení na trh v roce 1998 získaly evropské trhy také ML 270 CDI s 2,7litrovým přeplňovaným vznětový řadovým pětiválcovým motorem. Tato jednotka byla uvedena Austrálii v roce 2000 a pokračovala ve W163, dokud nebyla nahrazena s vydáním třídy M W164 v roce 2005.
Později, v roce 1998, byla k dispozici výkonnější ML 430 s nově představeným Mercedes-Benz 4,3litrem V8. Poté následoval v únoru 1999 debut modelu ML 55 AMG s výkonem 5,4 litru V8 od společnosti AMG, s upravenou karoserií a dalšími výkonnostními prvky.